# Kaligraffiti

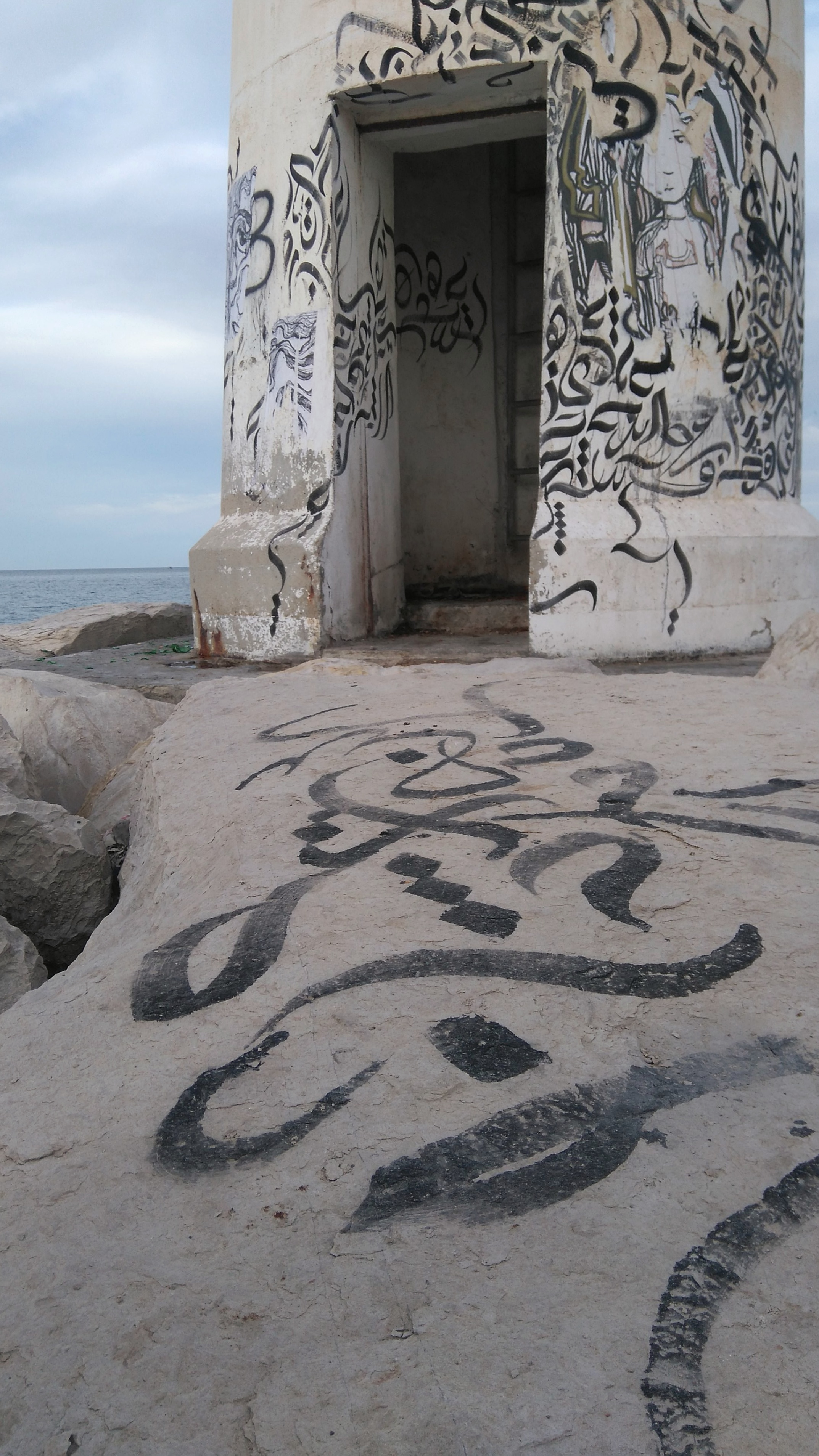
Kaligraffiti vycházejíc z islámské kaligrafie.

Kaligraffiti (anglicky calligraffiti, rusky каллиграффити) je označení pro spojení graffiti a kaligrafie. Jedná se o umění krasopisu, tedy dekorativního způsobu písma, v kombinaci s psaným projevem v rámci veřejného prostoru. Cílem je vědomá snaha o vytvoření esteticky příjemné podoby rukopisu ve veřejném prostranství. Samotný význam jenž je přisuzován kaligraffiti se však liší v čase i prostoru a není jednotný. 

## Definice
Pojem kaligraffiti vyplývá ze splynutí tradičního umění psaní písmen či symbolů a projevem na veřejnosti. Vzhled je však nejednotný a liší se v závislosti na čerpání z různých kaligrafických podob počínaje gotickým písmem až po arabské písmo nebo čínské štětcové znaky v kombinaci s autorovou modifikací a následnou publikací ve veřejném prostoru.

## Kaligraffiti v islámském světě
Graffiti, tak jak je známo v euroamerickém světě, nebylo na Blízkém východě příliš rozšířeno, avšak jeho modifikace v podobě kaligraffiti se stala seriózní formou protestu, která kombinovala tradici s modernou. Ve vztahu k islámské kaligrafii, která je historicky oslavována pro své spojení s islámem a dekorativní ráz postrádajíc politické konotace, se kaligraffiti objevovalo jako reakce na společenské a politické problémy, zároveň však slouží z pohledu tvůrců ke kultivaci veřejného prostoru. Motivace každého aktéra je individuální a odráží se v ní subjektivní vnímání reality.